# Lago de Santiago

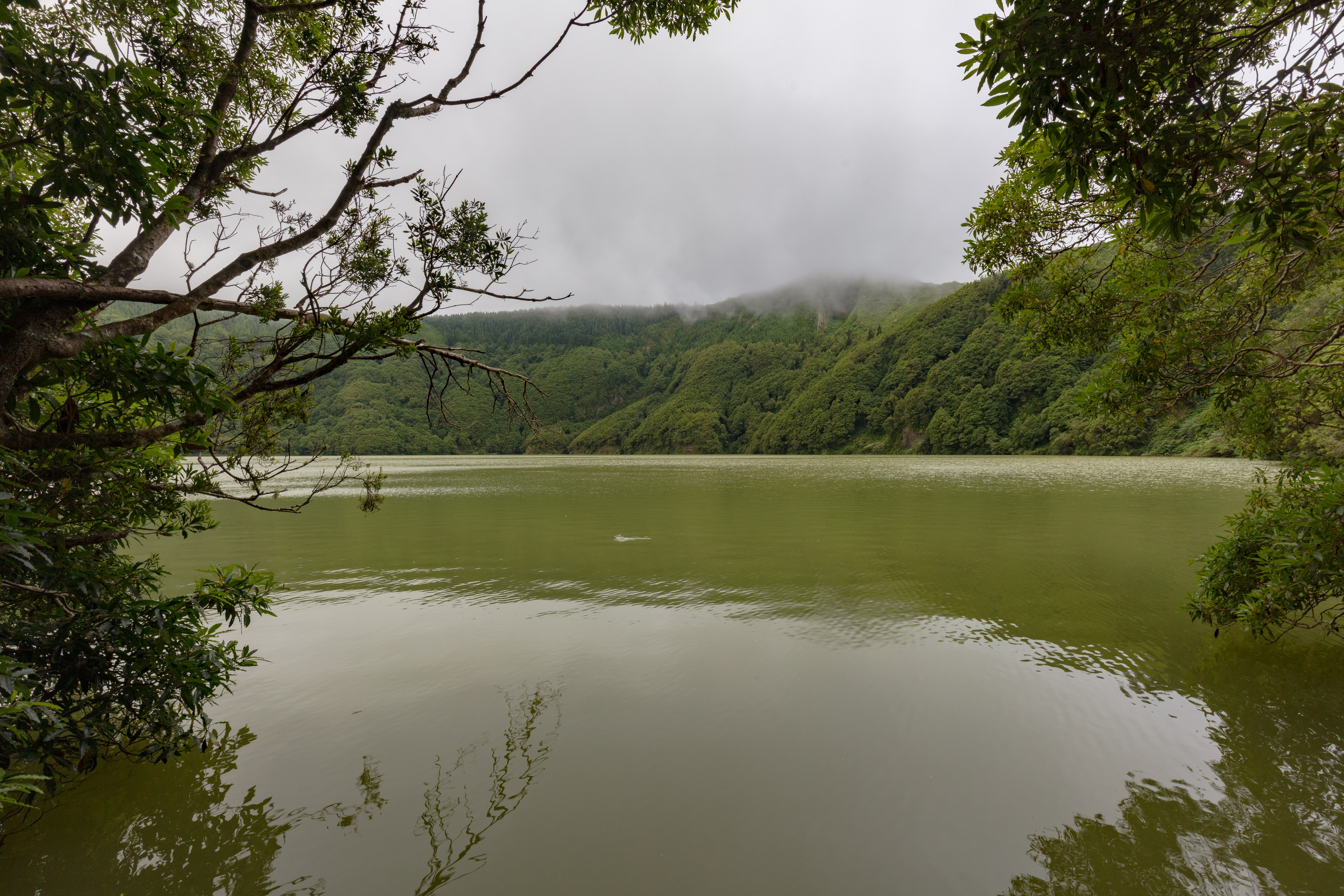
Vista desde la orilla.

El lago de Santiago (en portugués Lagoa de Santiago) es un lago de cráter situado en el distrito de Ponta Delgada, isla de São Miguel, archipiélago de las Azores, Portugal. El lago está ubicado en el cráter de Sete Cidades, en su propio cráter a 334 m sobre el nivel del mar. Con una superficie de 25 hectáreas, es el cuarto lago más grande de la isla. Su profundidad es de 29 m y está rodeado por un espeso bosque.